# Aeroplancton

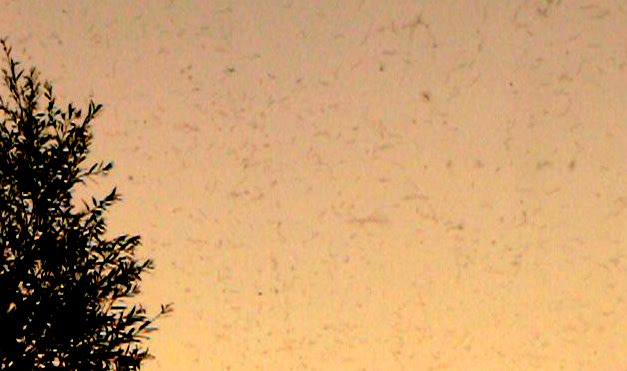
Formación de una nube densa de aeroplancton en el ocaso, sobre el río Loira en Francia.

El aeroplancton (o plancton aéreo) está constituido por formas de vida minúsculas que flotan a la deriva en el aire, y son llevadas por las corrientes de viento. Es el equivalente atmosférico  del plancton oceánico.
La mayoría de los organismos vivientes que componen al aeroplancton tienen desde un tamaño pequeño hasta un tamaño microscópico, y muchos pueden ser difíciles de identificar debido a su diminuto tamaño. Para su estudio, los científicos les pueden recoger en trampas y redes de aeronaves, cometas o globos.
El aeroplancton comprende numerosos microbios, incluyendo virus, aproximadamente 1000 especies diferentes de bacterias, alrededor de 40 000 variedades de hongos, y centenares de especies de protistas, algas, musgos y hepáticas que viven alguna parte de su ciclo de vida como aeroplancton, a menudo como esporas, polen, y semillas esparcidas por el viento. 
Un gran número de animales pequeños, principalmente artrópodos (como insectos y arañas), también son llevados a lo alto de la atmósfera por corrientes de aire y pueden ser encontrados flotando a varios miles de metros de altura. Los áfidos, por ejemplo, frecuentemente se encuentran a grandes altitudes.
Muchas especies de arañas utilizan deliberadamente el viento para impulsarse a sí mismas. La araña encontrará un punto estratégico (como una rama, una valla o una superficie) y, apuntando con su abdomen hacia arriba, expulsará hilos finos de seda desde sus hileras. En algún punto, la fuerza que el aire en movimiento ejerce sobre los hilos de seda será lo bastante grande como para lanzar a la araña al aire. Esto se conoce como vuelo arácnido. Tales arañas voladoras (p. ej. Linyphiidae) son capaces de flotar a la deriva muchas millas lejos de donde comenzaron. La flexibilidad de su seda de araña puede ayudar a la aerodinámica de su vuelo, causando que las arañas puedan flotar a la deriva distancias largas e impredecibles.